# Ralph Lauren
Ralph Lauren, nato Ralph Lifschitz (New York City, 14 ottobre 1939), è uno stilista e imprenditore statunitense.
La rivista Forbes l'ha classificato come il 158° uomo più ricco del mondo con un patrimonio stimato di 7.4 miliardi di dollari al 4 novembre 2023.

## Biografia
Ralph Lauren nasce nel Bronx nel 1939, da una famiglia di immigrati ebrei dalla Bielorussia. Nel 1967 crea la sua etichetta, Ralph Lauren Corporation, scegliendo un nome ispirato ad uno sport che incarna un mondo di eleganza discreta e stile classico: il polo. Nella prima collezione esordisce con una linea di cravatte che riscuotono un successo immediato, nonostante fossero state create in controcorrente, Lauren infatti le disegna larghe e fatte a mano usando materiali insoliti, ricchi e sgargianti.
Nel 1969 è il primo ad aprire una boutique per uomo all'interno di Bloomingdale's a New York. Nel 1971 crea la prima linea donna con una collezione di camicie di taglio maschile, reinventando il look maschile classico per lo stile femminile. Con la linea donna nasce anche il logo del giocatore di polo, che oggi è ovunque e contraddistingue lo stile Ralph Lauren. L'anno successivo Polo Ralph Lauren amplia la sua presenza cominciando ad occuparsi anche di accessori e calzature. Tra le creazioni del brand che più hanno fatto parlare del brand c'è l'abito da sposa di Priyanka Chopra, per il matrimonio con Nick Jonas. L'abito ha richiesto 1826 ore di lavorazione, completamente a mano e sotto l'abito in pizzo totalmente trasparente c'era una sottoveste ricamata con 2.380.000 paillettes in madreperla.

## Premi e riconoscimenti
Nel 2014 è stato premiato con la Medaglia James Smithson Bicentennial.